# سوپر جام فوتبال کویت
سوپر جام فوتبال کویت (به عربی:کأس السوبر الکویتی) رقابتی که سالانه مابین قهرمان لیگ برتر کویت و قهرمان جام امیر کویت برگزار می‌شود.
اولین دوره این مسابقات در سال ۲۰۰۸ میلادی انجام شده است.
تیم‌های القادسیه و الکویت هرکدام با ۴ قهرمانی بیشترین قهرمانی را در این مسابقات بدست آورده‌اند.

## نتایج
| سال  | قهرمان لیگ برتر کویت | نتیجه           | قهرمان جام امیر کویت |
| ---- | -------------------- | --------------- | -------------------- |
| ۲۰۰۸ | الکویت               | ۰ – ۱           | العربی               |
| ۲۰۰۹ | القادسیه             | ۴ – ۱           | الکویت               |
| ۲۰۱۰ | القادسیه             | ۱ – ۳           | الکویت               |
| ۲۰۱۱ | القادسیه             | ۱ – ۰           | کاظمه                |
| ۲۰۱۲ | القادسیه*            | ۱ – ۲           | العربی#              |
| ۲۰۱۳ | الکویت               | ۱ – ۳           | القادسیه             |
| ۲۰۱۴ | القادسیه             | ۳ – ۲           | الکویت               |
| ۲۰۱۵ | الکویت               | ۳ – ۱           | القادسیه             |
| ۲۰۱۶ | القادسیه             | ۲ – ۲ (۲ – ۳ پ) | الکویت               |
| ۲۰۱۷ | الکویت^              | ۰ – ۰ (۵ – ۴ پ) | القادسیه~            |

- ^ قهرمان قهرمان لیگ برتر کویت، جام امیر کویت و جام ولیعهد کویت
- * قهرمان لیگ برتر کویت و جام امیر کویت
- # قهرمان جام ولیعهد کویت
- ~ نایب قهرمان لیگ برتر کویت